# Liponeura limomi
Liponeura limomi är en tvåvingeart som beskrevs av Peter Zwick 1980. Liponeura limomi ingår i släktet Liponeura och familjen Blephariceridae. Inga underarter finns listade i Catalogue of Life.